# Rocca di San Salvatore Telesino
La Rocca di San Salvatore Telesino era una architettura militare sita su di un colle che domina l'abitato di San Salvatore Telesino e della quale restano oggi alcuni ruderi.

## Storia
Venne costruita nel XIII secolo per volere dei conti Sanframondo in una posizione strategica su di un colle che domina la Valle Telesina.
Nel medioevo attorno alla Rocca si formò un borgo dal nome di "Massa Superiore" per contraddistinguerlo da quello di "Massa Inferiore", attuale Massa di Faicchio.
La rocca ebbe in origini funzioni di avvistamento e di difesa dei possedimenti dei Sanframondo che erano i feudatari di gran parte dei comuni della zona.
A seguito del terremoto del 1349 che provocò la distruzione della vicina Telesia e la fuoriuscita di vapori sulfurei, i vescovi della diocesi sostarono per diversi anni nella fortezza che in quegli anni venne chiamata "Rocca De Episcopio".
In questo periodo venne costruito all'interno delle mura un palazzo poi detto Castelluccio.
All'interno delle mura era sita anche la chiesa parrocchiale di Sant'Andrea che nel 1596 fu trovata da mons. Savino semicadente con un altare maggiore ornato da tre sculture lignee e quattro altari laterali.
Il trasferimento dei vescovi a Cerreto Sannita, l'acquisto del feudo da parte dei Carafa che non frequentavano queste terre perché abitavano a Napoli, e la costruzione dell'attuale borgo di San Salvatore Telesino, furono le cause dell'abbandono della rocca e del borgo di "Massa Superiore".

## Descrizione
I resti della Rocca sono ben visibili anche in lontananza e sono costituiti dai tronchi e dalle basi delle torri circolari.
La pianta era rettangolare con quattro torri cilindriche agli angoli.
Sino ad alcuni anni fa era percorribile un cunicolo sotterraneo che univa le torri.
La rocca è in stato di abbandono. 